# Lista das contas mais seguidas no Instagram
Esta lista contém as 50 contas com mais seguidores na rede social de compartilhamento de fotos e vídeos Instagram.  Desde 18 de maio de 2023, a pessoa mais seguida desta plataforma é o futebolista português Cristiano Ronaldo, com mais de 638 milhões de seguidores, seguido do também futebolista argentino Lionel Messi, que conta com mais de 504 milhões de seguidores. A mulher mais seguida é a celebridade norte-americana, Selena Gomez, que ultrapassa os 424 milhões de seguidores. A segunda mulher mais seguida é a socialite norte-americana Kylie Jenner, com mais de 397 milhões de seguidores. Já o cantor mais seguido do Instagram é Justin Bieber, que ultrapassa os 294 milhões de seguidores. O National Geographic é a segunda conta de marca mais seguida, com mais de 281 milhões de seguidores. Além disso, apenas quatro mulheres passaram a marca de 350 milhões de seguidores: Selena Gomez, Kylie Jenner, Ariana Grande e Kim Kardashian.

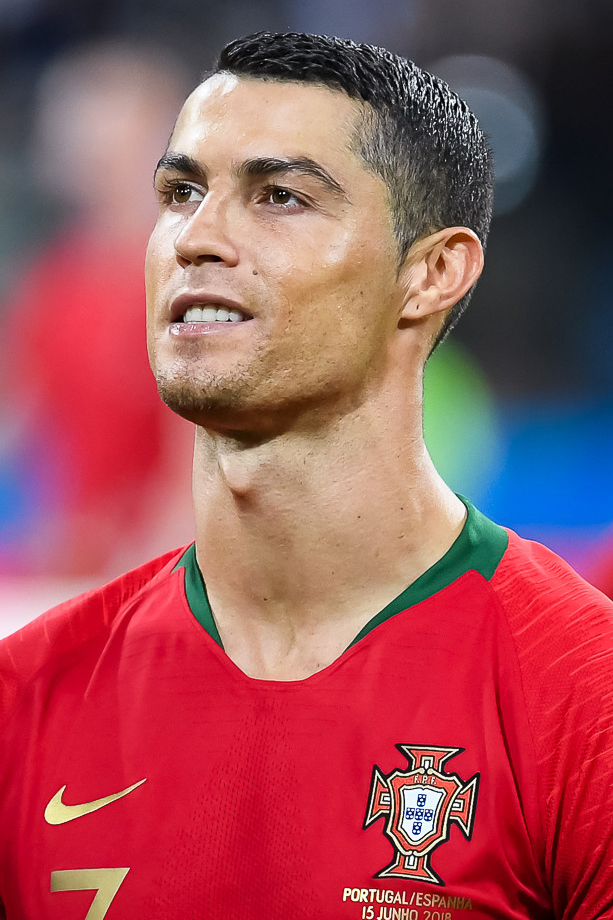
Cristiano Ronaldo conta com mais de 652 milhões de seguidores, sendo a pessoa com mais seguidores no Instagram do mundo

## Contas mais seguidas
A tabela a seguir lista as 50 contas mais seguidas no Instagram, com cada número arredondado para baixo para cada milhão de seguidores mais próximo, bem como a profissão ou atividade de cada usuário e ainda a sua origem. 
| Posição | Nome de usuário     | Proprietário/a        | Seguidores (milhões) | Profissão/Atividade                             | País              |
| ------- | ------------------- | --------------------- | -------------------- | ----------------------------------------------- | ----------------- |
| 1       | @instagram          | Instagram             | 692                  | Rede social                                     | Estados Unidos    |
| 2       | @cristiano          | Cristiano Ronaldo     | 660                  | Futebolista                                     | Portugal          |
| 3       | @leomessi           | Lionel Messi          | 506                  | Futebolista                                     | Argentina         |
| 4       | @selenagomez        | Selena Gomez          | 418                  | Cantora, atriz e empresária                     | Estados Unidos    |
| 5       | @therock            | Dwayne Johnson        | 393                  | Ator e ex-lutador profissional                  | Estados Unidos    |
| 6       | @kyliejenner        | Kylie Jenner          | 393                  | Personalidade da televisão, modelo e empresária | Estados Unidos    |
| 7       | @arianagrande       | Ariana Grande         | 374                  | Cantora e atriz                                 | Estados Unidos    |
| 8       | @kimkardashian      | Kim Kardashian        | 356                  | Personalidade da televisão, modelo e empresária | Estados Unidos    |
| 9       | @beyonce            | Beyoncé               | 310                  | Cantora                                         | Estados Unidos    |
| 10      | @khloekardashian    | Khloé Kardashian      | 303                  | Personalidade da televisão e modelo             | Estados Unidos    |
| 11      | @nike               | Nike                  | 300                  | Empresa esportiva multinacional                 | Estados Unidos    |
| 12      | @justinbieber       | Justin Bieber         | 294                  | Cantor                                          | Canadá            |
| 13      | @kendalljenner      | Kendall Jenner        | 288                  | Cantora, Personalidade de televisão e Modelo    | Estados Unidos    |
| 14      | @taylorswift        | Taylor Swift          | 280                  | Cantora                                         | Estados Unidos    |
| 15      | @natgeo             | National Geographic   | 277                  | Revista                                         | Estados Unidos    |
| 16      | @virat.kohli        | Virat Kohli           | 274                  | Jogador de críquete                             | Índia             |
| 17      | @jlo                | Jennifer Lopez        | 247                  | Cantora, atriz e empresária                     | Estados Unidos    |
| 18      | @neymarjr           | Neymar                | 230                  | Futebolista                                     | Brasil            |
| 19      | @nickiminaj         | Nicki Minaj           | 225                  | Cantora                                         | Trinidad e Tobago |
| 20      | @kourtneykardash    | Kourtney Kardashian   | 219                  | Personalidade da televisão e modelo             | Estados Unidos    |
| 21      | @mileycyrus         | Miley Cyrus           | 212                  | Cantora e atriz                                 | Estados Unidos    |
| 22      | @katyperry          | Katy Perry            | 204                  | Cantora                                         | Estados Unidos    |
| 23      | @zendaya            | Zendaya               | 179                  | Atriz e cantora                                 | Estados Unidos    |
| 24      | @kevinhart4real     | Kevin Hart            | 177                  | Humorista e ator                                | Estados Unidos    |
| 25      | @realmadrid         | Real Madrid CF        | 173                  | Clube de futebol                                | Espanha           |
| 26      | @iamcardib          | Cardi B               | 163                  | Rapper e atriz                                  | Estados Unidos    |
| 27      | @kingjames          | LeBron James          | 159                  | Basquetebolista                                 | Estados Unidos    |
| 28      | @ddlovato           | Demi Lovato           | 153                  | Cantora e atriz                                 | Estados Unidos    |
| 29      | @badgalriri         | Rihanna               | 149                  | Cantora e empresária                            | Barbados          |
| 30      | @chrisbrownofficial | Chris Brown           | 144                  | Cantor                                          | Estados Unidos    |
| 31      | @champagnepapi      | Drake                 | 142                  | Cantor                                          | Canadá            |
| 32      | @fcbarcelona        | FC Barcelona          | 137                  | Clube de futebol                                | Espanha           |
| 33      | @ellendegeneres     | Ellen DeGeneres       | 136                  | Humorista e personalidade da televisão          | Estados Unidos    |
| 34      | @billieeilish       | Billie Eilish         | 124                  | Cantora                                         | Estados Unidos    |
| 35      | @k.mbappe           | Kylian Mbappé         | 123                  | Futebolista                                     | França            |
| 36      | @championsleague    | UEFA Champions League | 120                  | Competição entre clubes de futebol              | União Europeia    |
| 37      | @gal_gadot          | Gal Gadot             | 108                  | Atriz                                           | Israel            |
| 38      | @lalalalisa_m       | Lisa                  | 105                  | Rapper e Dançarina                              | Tailândia         |
| 39      | @vindiesel          | Vin Diesel            | 103                  | Ator                                            | Estados Unidos    |
| 40      | @nasa               | NASA                  | 96.7                 | Agência espacial                                | Estados Unidos    |
| 41      | @shraddhakapoor     | Shraddha Kapoor       | 94.1                 | Atriz                                           | Índia             |
| 42      | @narendramodi       | Narendra Modi         | 92.8                 | Primeiro Ministro da Índia                      | Índia             |
| 43      | @priyankachopra     | Priyanka Chopra       | 92.4                 | Atriz e cantora                                 | Índia             |
| 44      | @shakira            | Shakira               | 91.8                 | Cantora                                         | Colômbia          |
| 45      | @nba                | NBA                   | 90.4                 | Associação Nacional de Basquetebol              | Estados Unidos    |
| 46      | @snoopdogg          | Snoop Dogg            | 88.4                 | Cantor                                          | Estados Unidos    |
| 47      | @davidbeckham       | David Beckham         | 88                   | Ex-futebolista Presidente do Inter Miami        | Reino Unido       |
| 48      | @dualipa            | Dua Lipa              | 87.4                 | Cantora                                         | Reino Unido       |
| 49      | @jennierubyjane     | Jennie                | 87.1                 | Cantora                                         | Coreia do Sul     |
| 50      | @aliaabhatt         | Alia Bhatt            | 86.3                 | Atriz e Cantora                                 | Índia             |

- Atualizado no dia 20 de abril de 2025

## Contas mais seguidas no Brasil
A lista contém as 50 contas com mais seguidores na rede social do Instagram no Brasil. A pessoa mais seguida no país é o futebolista brasileiro Neymar, ultrapassando os 224 milhões de seguidores. E a mulher mais seguida é a cantora brasileira Anitta, com mais de 64 milhões de seguidores.
A tabela a seguir lista as 50 contas mais seguidas bem como a profissão ou atividade de cada usuário do Instagram no Brasil.
| Posição | Nome de usuário         | Proprietário/a     | Seguidores (milhões) | Profissão/Atividade                                      | Local de nascimento |
| ------- | ----------------------- | ------------------ | -------------------- | -------------------------------------------------------- | ------------------- |
| 1       | @neymarjr               | Neymar             | 229                  | Futebolista                                              | São Paulo           |
| 2       | @ronaldinho             | Ronaldinho Gaúcho  | 77.1                 | Ex-futebolista                                           | Rio Grande do Sul   |
| 3       | @marcelotwelve          | Marcelo            | 68.6                 | Futebolista                                              | Rio de Janeiro      |
| 4       | @anitta                 | Anitta             | 64.1                 | Cantora, compositora, atriz e apresentadora de televisão | Rio de Janeiro      |
| 5       | @whinderssonnunes       | Whindersson Nunes  | 58                   | Youtuber, humorista, cantor e ator                       | Piauí               |
| 6       | @tatawerneck            | Tatá Werneck       | 56.6                 | Atriz e humorista                                        | Rio de Janeiro      |
| 7       | @larissamanoela         | Larissa Manoela    | 53.9                 | Atriz, cantora e modelo                                  | Paraná              |
| 8       | @virginia               | Virginia Fonseca   | 53.3                 | Influenciadora                                           | Estados Unidos      |
| 9       | @vinijr                 | Vinícius Júnior    | 52.9                 | Futebolista                                              | Rio de Janeiro      |
| 10      | @maisa                  | Maisa Silva        | 48.8                 | Atriz e apresentadora de televisão                       | São Paulo           |
| 11      | @gusttavolima           | Gusttavo Lima      | 45.5                 | Cantor                                                   | Minas Gerais        |
| 11      | @brunamarquezine        | Bruna Marquezine   | 45                   | Atriz                                                    | Rio de Janeiro      |
| 13      | @marinaruybarbosa       | Marina Ruy Barbosa | 42                   | Atriz                                                    | Rio de Janeiro      |
| 14      | @wesleysafadao          | Wesley Safadão     | 40.4                 | Cantor                                                   | Ceará               |
| 15      | @mariliamendoncacantora | Marília Mendonça   | 40.2                 | Cantora e compositora                                    | Goiás               |
| 16      | @simonemendes           | Simone Mendes      | 39.7                 | Cantora                                                  | Bahia               |
| 17      | @netflixbrasil          | Netflix Brasil     | 38.8                 | Plataforma de streaming                                  | —                   |
| 18      | @paollaoliveirareal     | Paolla Oliveira    | 37.9                 | Atriz                                                    | São Paulo           |
| 19      | @ivetesangalo           | Ivete Sangalo      | 36.8                 | Cantora, atriz e Apresentadora de televisão              | Bahia               |
| 20      | @luansantana            | Luan Santana       | 36.6                 | Cantor e compositor                                      | Mato Grosso do Sul  |
| 21      | @carlinhos              | Carlinhos Maia     | 34.8                 | Humorista                                                | Alagoas             |
| 22      | @viihtube               | Viih Tube          | 33.3                 | Atriz e YouTuber                                         | São Paulo           |
| 23      | @eliana                 | Eliana             | 32.7                 | Apresentadora de televisão                               | São Paulo           |
| 24      | @tirullipa              | Tirullipa          | 31.5                 | Humorista                                                | Ceará               |
| 25      | @luisasonza             | Luísa Sonza        | 31                   | Cantora                                                  | Rio Grande do Sul   |
| 26      | @sabrinasato            | Sabrina Sato       | 31                   | Apresentadora de televisão                               | São Paulo           |
| 27      | @ludmilla               | Ludmilla           | 30.7                 | Cantora e compositora                                    | Rio de Janeiro      |
| 28      | @julianapaes            | Juliana Paes       | 30.4                 | Atriz                                                    | Rio de Janeiro      |
| 29      | @jojotodynho            | Jojo Maronttinni   | 30.2                 | Cantora                                                  | Rio de Janeiro      |
| 30      | @nicolebahls            | Nicole Bahls       | 29.6                 | Modelo                                                   | Paraná              |
| 31      | @juliette               | Juliette           | 29.6                 | Cantora e influenciadora                                 | Paraíba             |
| 32      | @ronaldo                | Ronaldo Nazário    | 29.4                 | Ex-futebolista                                           | Rio de Janeiro      |
| 33      | @gioewbank              | Giovanna Ewbank    | 29.2                 | Atriz, modelo e YouTuber                                 | São Paulo           |
| 34      | @alok                   | Alok               | 29                   | DJ                                                       | Goiás               |
| 35      | @isisvalverde           | Isis Valverde      | 28.9                 | Atriz                                                    | Minas Gerais        |
| 36      | @zefelipe               | Zé Felipe          | 28.4                 | Cantor                                                   | Goiás               |
| 37      | @rodrigofaro            | Rodrigo Faro       | 29.9                 | Ator e apresentador de televisão                         | São Paulo           |
| 38      | @simaria                | Simaria            | 26.8                 | Cantora                                                  | Bahia               |
| 39      | @dedesecco              | Deborah Secco      | 26.6                 | Atriz                                                    | Rio de Janeiro      |
| 40      | @kevinho                | Kevinho            | 26.5                 | Cantor                                                   | São Paulo           |
| 41      | @jairmessiasbolsonaro   | Jair Bolsonaro     | 26.5                 | Ex-presidente do Brasil                                  | São Paulo           |
| 42      | @pefabiodemelo          | Fábio de Melo      | 26                   | Padre, escritor e apresentador                           | Minas Gerais        |
| 43      | @massafera              | Grazi Massafera    | 25.5                 | Atriz                                                    | Paraná              |
| 44      | @claudialeitte          | Claudia Leitte     | 25.4                 | Cantora                                                  | Rio de Janeiro      |
| 45      | @kaka                   | Kaká               | 24.9                 | Futebolista                                              | Distrito Federal    |
| 46      | @luizbacci              | Luiz Bacci         | 24.9                 | Jornalista                                               | São Paulo           |
| 47      | @alfinetei              | Alfinetei          | 24.8                 | Página de rede                                           | —                   |
| 48      | @cocielo                | Júlio Cocielo      | 24                   | Youtuber                                                 | São Paulo           |
| 49      | @phil.coutinho          | Philippe Coutinho  | 23.7                 | Futebolista                                              | Rio de Janeiro      |
| 50      | @davidluiz23            | David Luiz         | 23.9                 | Futebolista                                              | São Paulo           |

- Atualizado no dia 20 de abril de 2025